# Burao
Burao (somalí: Burco) es la capital de la región de Togdheer, en Somalia dentro de la Somalilandia. 
Como Hargeisa, fue bombardeada severamente en la década de 1980 para detener a los rebeldes que habían controlado la parte norte de Somalia y fue reconstruida en su mayoría sin ayuda. La población de Burao se ha triplicado desde 1991, a alrededor de 100.000 habitantes. Forma parte de la República de Somalilandia.
- Datos: Q948448
- Multimedia: Burao / Q948448